# Piteå IF
Maillots
Actualités
Le Piteå Idrottsförening ou Piteå IF est un club suédois de football féminin fondé en 1985 et basé à Piteå.

## Historique
Le club est fondé en 1918. La section football débute en 1920 avec une équipe masculine. La section féminine est créée en 1985 et accède en première division en 2008, mais n'y séjourne qu'une saison, puis revient en 2010, et depuis fait partie de l'élite du football féminin en Suède.
En 2018, Piteå IF remporte son premier titre de championne de Suède.

## Palmarès
- Championnat de Suède : (1)
  - Champion : 2018
- Coupe de Suède : (1)
  - Vainqueur : 2024